# Mittelmächte

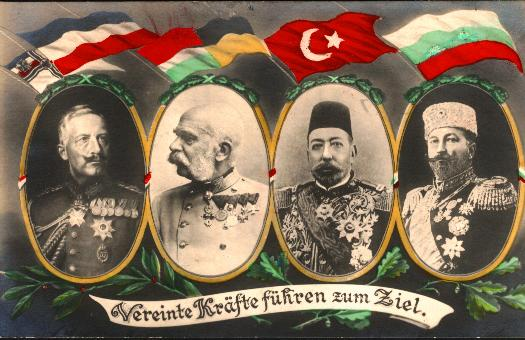
Die Staatsoberhäupter der Mittelmächte (von links):
Kaiser Wilhelm II. (Deutsches Reich)
Kaiser Franz Joseph I. (Österreich-Ungarn)
Sultan Mehmed V. (Osmanisches Reich)
Zar Ferdinand I. (Bulgarien)

Als Mittelmächte (zeitgenössisch auch: Zentralmächte oder Vierbund) wird das Militärbündnis des Deutschen Reiches und Österreich-Ungarns mit dem Osmanischen Reich und dem Königreich Bulgarien bezeichnet, das im Ersten Weltkrieg den aus den Ententemächten hervorgegangenen Alliierten und Assoziierten Mächten unterlag. Sein Name ergibt sich aus der mittleren, zentral-europäischen Lage der beiden ursprünglichen Zweibund-Partner Deutschland und der K.u.K.-Doppelmonarchie. Das Osmanische Reich schloss sich ihnen Ende 1914 und Bulgarien im Herbst 1915 an.

## Entwicklung vor dem Ersten Weltkrieg
Nach dem Sieg über Frankreich im Deutsch-Französischen Krieg wollte Reichskanzler Otto von Bismarck das Deutsche Reich außenpolitisch absichern. Dieses Ziel erreichte er mit dem Dreikaiserabkommen von 1873, erneuert als Dreikaiserbund von 1881, in denen sich die Kaiser des Deutschen Reichs, Österreich-Ungarns und Russlands zur gegenseitigen wohlwollenden Neutralität verpflichteten. Obwohl die Allianz in erster Linie der Friedenssicherung dienen sollte, war es auch von entscheidender Wichtigkeit, Russland von einem Bündnis mit Frankreich fernzuhalten.

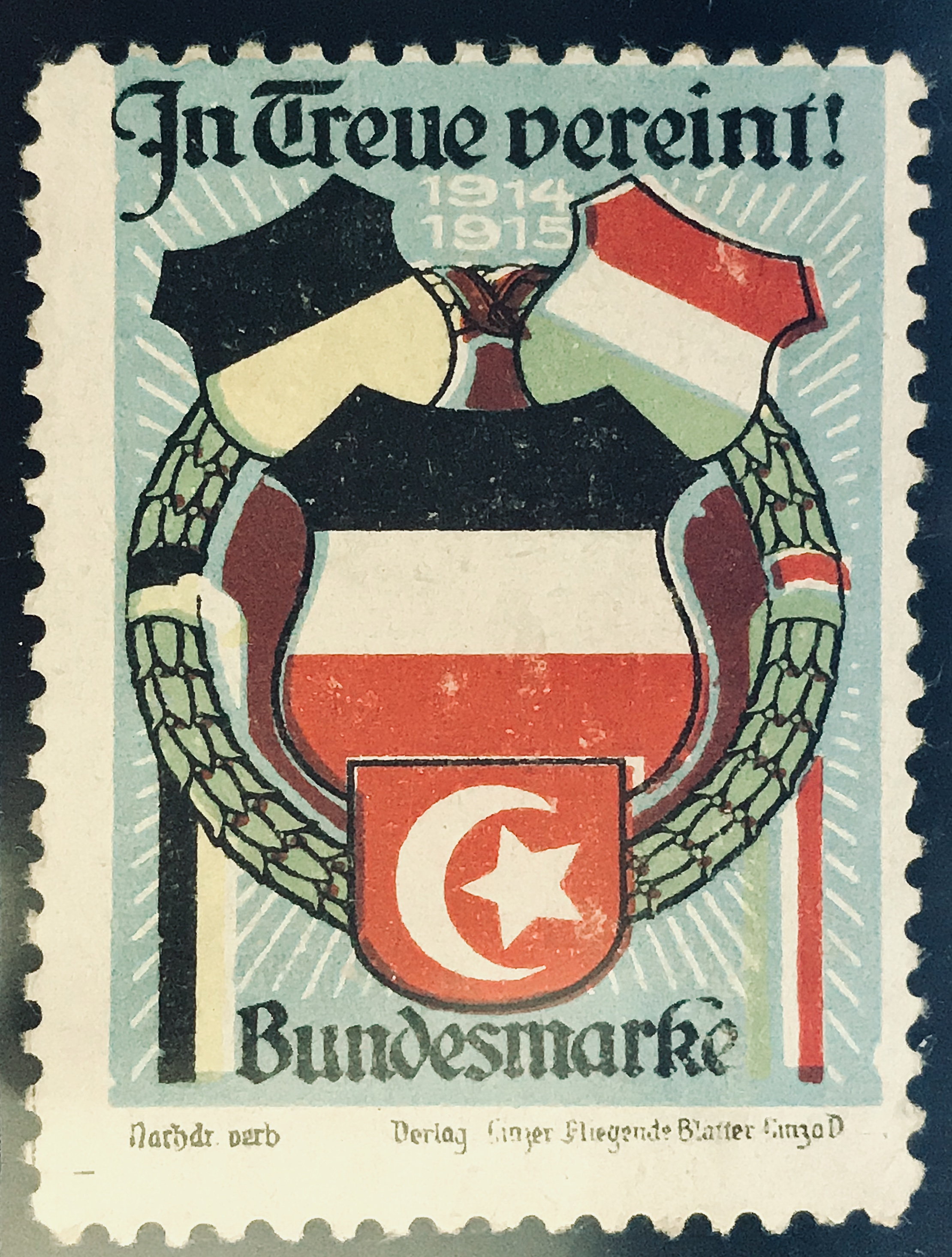
Verschlussmarke um 1916: „In Treue vereint! 1914/1915. Bundesmarke.“ In der Abbildung sind die Wappen Österreichs, Ungarns, Deutschlands und des Osmanischen Reichs im Blätterkranz verbunden.

Am 7. Oktober 1879 wurde der Zweibund zwischen Deutschland und dem Vielvölkerstaat Österreich-Ungarn geschlossen. Er war als Schutzbündnis gegen das Russische Reich gedacht. Das Zarenreich Russland hatte nämlich beim Berliner Kongress 1878 einen Machtverlust erlitten, weshalb man es als potentiellen Gegner einschätzte. Des Weiteren sollte, um das Gleichgewicht der Kräfte in Europa zu wahren, Österreich-Ungarn als Großmacht erhalten bleiben. Es war Bismarcks Absicht, die Doppelmonarchie auf jeden Fall zu stützen, selbst wenn sie für einen Angriffskrieg verantwortlich gewesen wäre. In der Folgezeit verschärfte sich der Ton zwischen dem Deutschen Reich und Russland, deren Militärführungen bereits Pläne für den Fall eines möglichen Krieges ausarbeiteten.
Zu einer allgemeinen Entspannung zwischen den beiden Staaten kam es erst am 18. Juni 1887 mit dem Abschluss des geheimen Rückversicherungsvertrags, in dem sich der Zar zur Neutralität verpflichtete, falls es zu einem Krieg zwischen Frankreich und dem Deutschen Reich kommen sollte. Ein Jahr später bestieg Wilhelm II. den kaiserlichen Thron.
Obwohl Russland den auf drei Jahre begrenzten Rückversicherungsvertrag verlängern wollte, lehnte Wilhelm II. eine Weiterführung der Vereinbarung ab. Infolgedessen kam es zu einer Entwicklung, die Bismarck immer hatte verhindern wollen: Russland näherte sich Frankreich an.
Wilhelms Politik verstärkte die Rivalität der europäischen Großmächte, wodurch sich die Anzahl der Konflikte häuften. Besonders die Rüstungsanstrengungen des Deutschen Reiches bewogen andere Staaten, sich gegen die Deutschen zu verbünden. Selbst Frankreich und das Vereinigte Königreich legten ihre kolonialpolitischen Interessenkonflikte in Afrika durch den Abschluss der Entente cordiale 1904 feierlich bei. Dadurch war die Kriegsgefahr zwischen den beiden alten Kontrahenten endgültig gebannt. 1907 wurde ihr Bündnis durch Russland zur Triple Entente erweitert.
Die friedenssichernde Außenpolitik Bismarcks galt nicht mehr. Das Deutsche Reich konnte nur noch einen Bündnisvertrag mit Italien und Österreich-Ungarn, den Dreibund, aufrechterhalten. Da sich Italien jedoch schon 1902 durch einen geheimen Nichtangriffsvertrag mit Frankreich an die Westmächte angenähert hatte, bildeten nur noch das Deutsche Reich und die österreichisch-ungarische Doppelmonarchie eine feste Allianz.

## Erster Weltkrieg

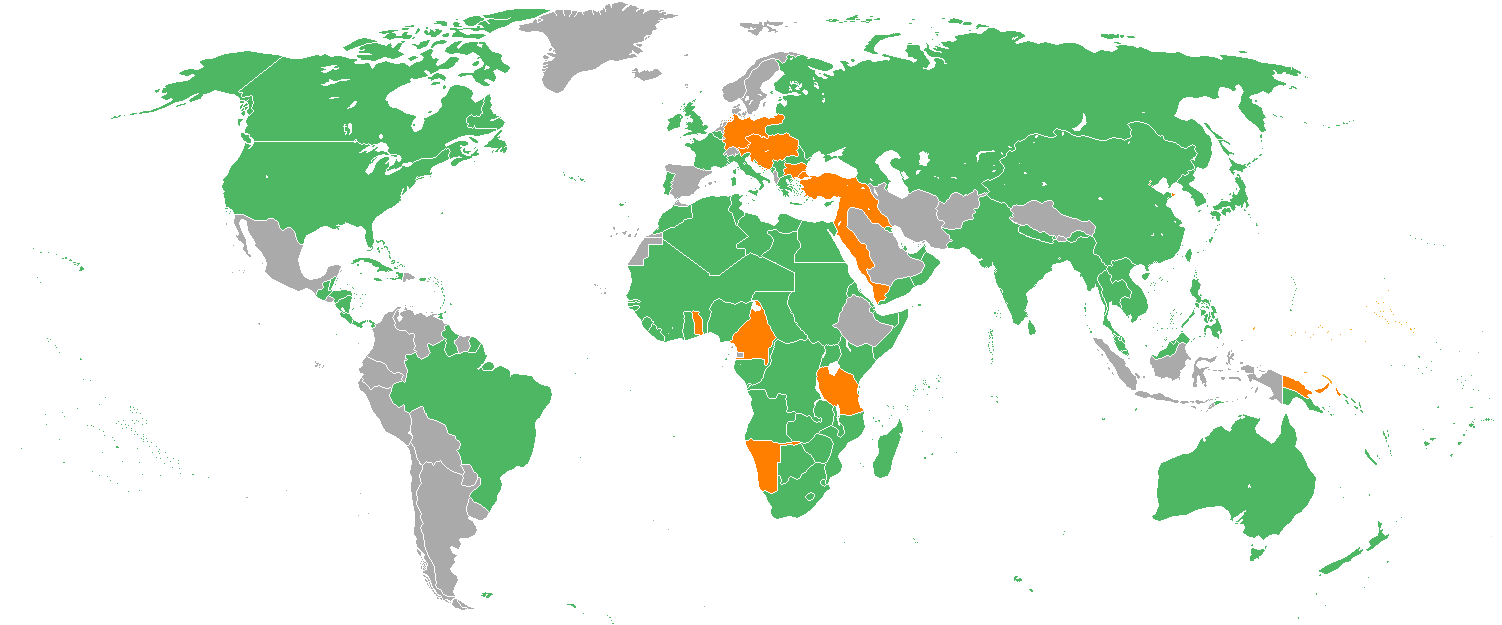
Entente und Alliierte
Mittelmächte
Neutrale

Nachdem sich die Völker der Balkanhalbinsel zum größten Teil von der osmanischen Herrschaft befreit hatten, machten Russland und Österreich-Ungarn ihre Ansprüche in der Region geltend. Bereits 1878 war Bosnien-Herzegowina von der österreichisch-ungarischen Armee besetzt worden. 1908 wurde es offiziell annektiert. Serbien, das mit Russland alliiert war, strebte eine Einigung aller slawischen Völker an, wodurch sich der Konflikt mit der Doppelmonarchie verstärkte. Die daraus resultierenden Spannungen heizten das Wettrüsten an und führten letztlich zum Ausbruch des Ersten Weltkriegs im Sommer 1914. An einer Verhinderung des Krieges waren weder die Mittelmächte noch die Entente wirklich ernsthaft interessiert. Beide Seiten glaubten, dass der Krieg bereits bis zum Winter des Jahres 1914 entschieden sein werde.
Am 2. August 1914 schlossen das deutsche Kaiserreich und das Osmanische Reich ein geheimes Bündnis, ohne sich zuvor über gemeinsame Kriegsziele verständigt zu haben. Der osmanische Kriegsminister Enver Pascha erklärte aber am Tag darauf die „bewaffnete Neutralität“ seines Landes. Die Osmanen hofften auf eine Verwirklichung ihrer Expansionsziele, die auf den Kaukasus und Mittelasien gerichtet waren. Vorerst blieben sie neutral, zumal das osmanische Heer noch unzureichend für einen Krieg gerüstet war. Für die Mittelmächte war der Eintritt des Osmanischen Reichs von größter Wichtigkeit, da man sich davon erhoffte, den Seeverkehr zwischen Russland und den westlichen Alliierten im Mittelmeer unterbinden zu können. Am 2. November 1914 erklärte Russland dem Osmanischen Reich nach der Beschießung russischer Schwarzmeerhäfen durch deutsche Kriegsschiffe in osmanischen Diensten den Krieg. Am 5. November erfolgte die Kriegserklärung Großbritanniens, Frankreich schloss sich am 6. November an.

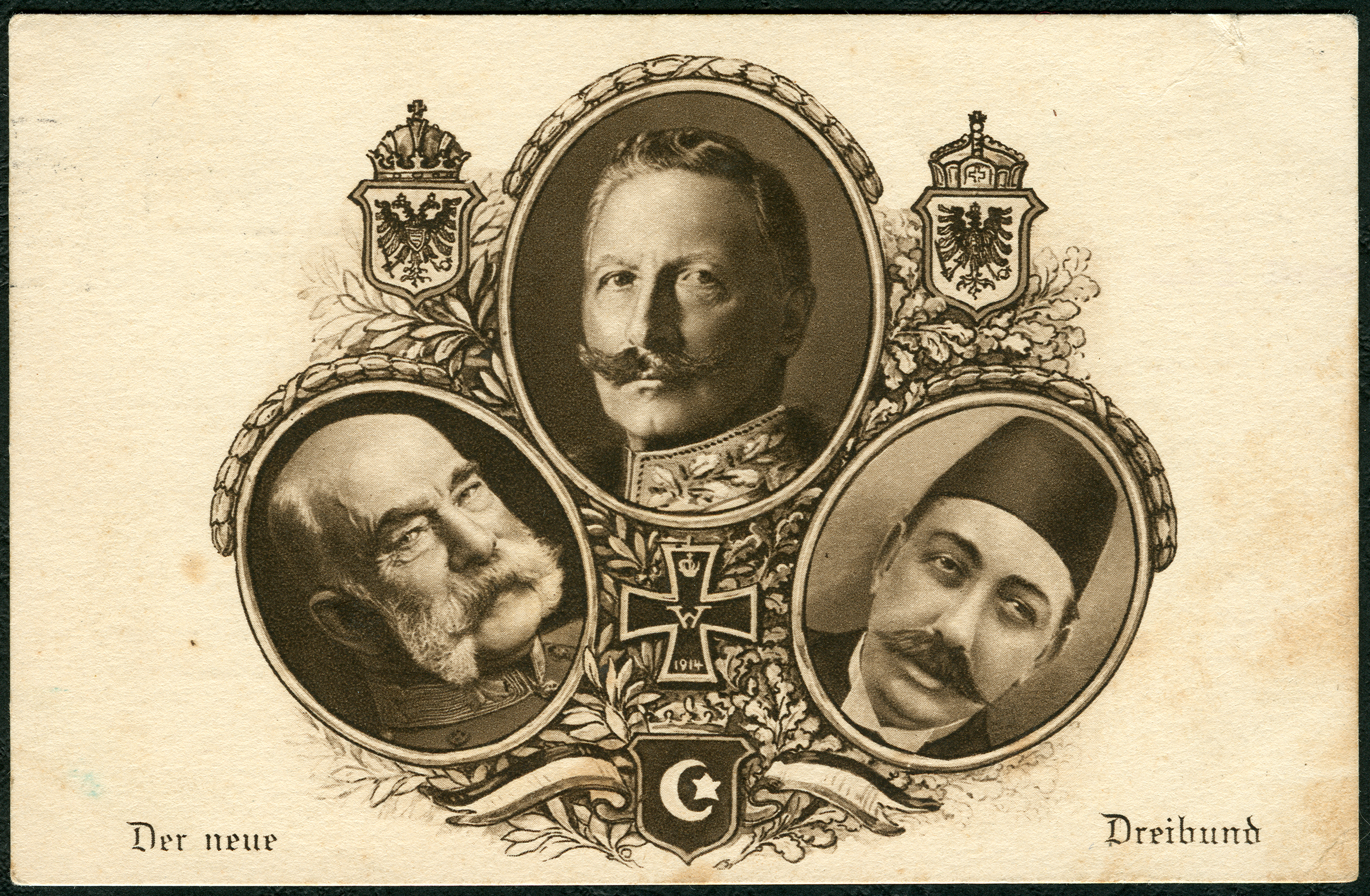
Bildpostkarte „Der neue Dreibund“

Im Oktober/November 1914 erstarrte die Westfront in Europa zu einem Stellungskrieg, der sich über Jahre hinziehen sollte.
Italien, das sich zu Kriegsbeginn für neutral erklärt hatte, da der Dreibund nur ein Defensivbündnis bildete, erklärte Österreich-Ungarn am 23. Mai 1915 den Krieg, nachdem es im Londoner Vertrag verschiedene territoriale Ansprüche zuerkannt bekommen hatte. Österreich-Ungarn hatte dadurch eine neue verlängerte Front bekommen (und de facto auch das Deutsche Reich, weil es an der Alpenfront helfend eingreifen musste).
Am 14. Oktober 1915 trat Bulgarien an der Seite der Mittelmächte in den Krieg ein. Es galt als stärkste militärische Macht auf dem Balkan. Sowohl die Mittelmächte als auch die Entente hatten ihr Interesse an einem Bündnis mit dem Land bekundet. Die bulgarische Führung entschied sich für den Beitritt zu den Mittelmächten, um mit deren Unterstützung das während des Zweiten Balkankrieges verlorene Mazedonien von Serbien zurückzugewinnen. Allerdings betrachteten weder das Deutsche Reich noch Österreich-Ungarn Bulgarien als Kombattanten „auf Augenhöhe“.
Die Entente war den Mittelmächten personell und materiell überlegen; das deutsche Heer und seine österreichischen Verbündeten hatten aber den Vorteil der „Inneren Linie“: Kräfteverschiebungen zwischen Ostfront, Westfront und den Nebenfronten zu Italien und am Balkan konnten relativ rasch verwirklicht werden. Begünstigt wurde dies durch das gut ausgebaute Eisenbahnnetz. Mit dem Kriegseintritt Bulgariens kontrollierten die Staaten der Mittelmächte ein zusammenhängendes Territorium (da Österreich-Ungarn Serbien besetzt hatte, verfügte es nun über eine kontrollierte Grenze zu Bulgarien), das von der Nordsee bis zum Roten Meer reichte. Ferner bestanden zu diesem Zeitpunkt noch Exklaven in Kamerun und Ostafrika. Versuche, weitere Staaten außerhalb Europas als Verbündete zu gewinnen (Abessinien oder Afghanistan), blieben erfolglos.
Die Mittelmächte konnten während des Krieges einige militärische Erfolge erzielen, so wurden Serbien 1915 und Rumänien 1916/17 geschlagen. Ein aus dem Gefühl der Stärke heraus unterbreitetes Friedensangebot der Mittelmächte vom 12. Dezember 1916 blieb jedoch folgenlos. An der Ostfront schied das durch die Revolution erschütterte Russland Ende 1917 als Gegner aus. Die Kriegserklärung der Vereinigten Staaten vom 6. April 1917 an Deutschland verschob das Kräfteverhältnis aber zuungunsten der Mittelmächte. Der Krieg endete mit einer Niederlage der Mittelmächte, die mit dem Waffenstillstand vom 11. November 1918 besiegelt wurde. Zuvor hatten Bulgarien am 29. September, das Osmanische Reich am 30. Oktober und Österreich-Ungarn am 3. November 1918 kapituliert. Zum Ende des Krieges standen knapp 24 Millionen Soldaten der Mittelmächte 42,2 Millionen Soldaten der Alliierten gegenüber.